# Chortolirion angolense
Chortolirion angolense är en grästrädsväxtart som först beskrevs av John Gilbert Baker, och fick sitt nu gällande namn av Alwin Berger. Chortolirion angolense ingår i släktet Chortolirion och familjen grästrädsväxter. Inga underarter finns listade i Catalogue of Life.